# L'impostore
L'impostore és una òpera en tres actes composta per Giuseppe Scarlatti i Gioacchino Cocchi sobre un llibret italià. S'estrenà al Teatre de la Santa Creu de Barcelona el 1752.